# 김희갑 (음악가)
김희갑(金熙甲, 1936년 3월 9일 ~ )은 대한민국의 기타 연주자, 작사가, 작곡가, 편곡가이다.대한민국 히트곡 메이커의 원조 가운데 한 사람으로 일컬어지는 인물이다.

## 생애
본관은 수안(遂安)이며 평안남도 평양에서 출생하였고 지난날 한때 평안남도 대동에서 잠시 유아기를 보낸 적이 있는 그는 한국 전쟁 때였던 15세 때 남하하여 18세까지 경상북도 대구에서 지냈다.
1955년 대성공업고등학교를 졸업하였고, 이 해 미8군 무대에서 기타 연주자로 음악 활동을 시작하였다. 1964년 록 음악 밴드 키보이스의 음반 프로듀서를 맡으면서 음반 프로듀서와 작사가 겸 작곡가로서의 본격적인 시작을 출발, 이후 조용필, 김국환, 최진희 등을 비롯한 가수의 히트곡을 내었다.
부인인 소설가 겸 작사가 양인자와의 합작을 비롯하여 김중순, 지명길, 지웅, 박건호와의 합작도 특히 많다. 그 밖에 자신이 작사와 작곡을 모두 한 곡도 다수 있다. 뮤지컬 《명성황후》를 작곡 제작하였다.

## 학력
- 대성공업고등학교 졸업

## 음반
- 《김희갑 골든 Vol.2》
- 《바닷가의 추억》
- 《그 겨울의 찻집》
- 《향수》
- 《그대는 나의 인생》
- 《우린 너무 쉽게 헤어졌어요》
- 《열정》
- 《알고 싶어요》
- 《하얀 목련》
- 《타타타》
- 《사랑이 무량하오》

## 대표곡
- 킬리만자로의 표범 :  가수 조용필
- 그 겨울의 찻집 :  가수 조용필
- 서울 서울 서울:  가수 조용필
- 립스틱 짙게 바르고 : 가수 임주리
- 사랑의 미로 : 가수  최진희
- 타타타 :가수 김국환
- 향수 :  테너 박인수와 대중가수 이동원

## 참고 자료
- maniadb